# Familia Osmanoğlu
Osmanoğlu este o familie aparținând dinastiei istorice otomane, care a fost casa domnitoare a Imperiului Otoman din 1299 până la desființarea sultanatului otoman în 1922 și a Califatului Otoman din 1517 până la abolirea califatului în 1924. În 1924, membrii familiei Osmanoğlu au fost forțați în exil. Descendenții lor trăiesc acum în multe țări din Europa, precum și în Statele Unite ale Americii, în Orientul Mijlociu și, din moment ce li s-a permis să se întoarcă în țara lor natală, mulți trăiesc acum și în Turcia. Membrilor de sex feminin ai dinastiei li s-a permis să se întoarcă după 1951, iar membrilor de sex masculin după 1973. Familia a adoptat numele de familie Osmanoğlu, care înseamnă „fiul lui Osman”.

## Capul familiei Osmanoğlu din 1922
Mai jos este o listă a persoanelor care ar fi fost moștenitori ai tronului otoman după abolirea sultanatului la 1 noiembrie 1922. Aceste persoane nu au depus neapărat pretenții la tron; de exemplu, Ertuğrul Osman a declarat: „Democrația funcționează bine în Turcia.”
- Mehmed al VI-lea, ultimul sultan otoman (1918-1922) apoi al 36-lea cap al Casei lui Osman în exil (1922-1926).[2]
- Abdulmejid al II-lea, văr al lui Mehmed al VI-lea. Ultimul calif otoman (1922-1924) apoi al 37-lea cap al Casei lui Osman după moartea lui Mehmed al VI-lea Vahideddin (1926-1944).[2]
- Ahmed Nihad⁠(d), al 38-lea cap al Casei lui Osman (1944-1954), nepot al sultanului Murad al V-lea.[2]
- Osman Fuad⁠(d), al 39-lea cap al Casei Osman (1954-1973), frate vitreg al lui Ahmed al IV-lea Nihad.[2]
- Mehmed Abdulaziz⁠(d), al 40-lea cap al Casei Osman (1973-1977), nepot al sultanului Abdulaziz.[2]
- Ali Vasib⁠(d), al 41-lea cap al Casei lui Osman (1977-1983), fiul lui Ahmed al IV-lea Nihad.[2]
- Mehmed Orhan⁠(d), al 42-lea cap al Casei Osman (1983-1994), nepot al sultanului Abdul Hamid II.[5]
- Ertuğrul Osman, al 43-lea cap al Casei Osman (1994-2009), nepot al sultanului Abdul Hamid al II-lea.[4] Este cunoscut în Turcia drept „ultimul otoman”.
- Bayezid Osman⁠(d), al 44-lea cap al Casei Osman (2009-2017), strănepot al sultanului Abdulmejid I.[6]
- Dündar Ali Osman⁠(d), al 45-lea cap al Casei Osman (2017-2021), strănepot al sultanului Abdul Hamid al II-lea.
- Harun Osman, al 46-lea cap al Casei Osman (2021-prezent), strănepot al sultanului Abdul Hamid al II-lea.

### Capul familiei actual
Harun Osman Osmanoğlu' (născut la 22 ianuarie 1932) este actualul cap de familie al Casei Osman.
Tatăl lui Osman a fost Șehzade Mehmed Abdülkerim⁠(d), singurul fiu al lui Șehzade Mehmed Selim⁠(d), fiul cel mare al lui Abdul Hamid II. În 1924, când membrii dinastiei otomane au fost expulzați, au plecat la Beirut. Mehmed Abdülkerim a murit în 1935 la Damasc și i-a lăsat orfani la o vârstă fragedă pe cei doi copii ai săi, născuți în 1930 și 1932. Bunicul lui Osman, Mehmed Selim, a murit în 1937. Familia s-a întors la Istanbul din exilul din Damasc în 1974, imediat după ce membrilor dinastiei li s-a permis să se întoarcă în patrie. Osman a devenit șeful dinastiei otomane în 2021, la moartea fratelui său mai mare, Dündar Osmanoğlu⁠(d). El locuiește în Istanbul și are nouă nepoți.
La moartea fratelui său, președintele turc Recep Tayyip Erdoğan l-a sunat pe Harun Osman pentru a transmite condoleanțe familiei. Potrivit site-ului francez al TRT: „"Osmanoglu i-a mulțumit președintelui Erdoğan și a spus că s-a rugat întotdeauna pentru el. Seria 'Payitaht Abdulhamit⁠(d)' difuzată pe TRT 1 a fost discutată în timpul interviului telefonic. Harun Osmanoglu a spus că urmărește serialul.”
Harun este căsătorit cu Farizet Hanım, cu care are doi fii și o fiică:
- Șehzade Orhan Osmanoğlu (născut Damasc, 25 august 1963[11]), căsătorit la 22 decembrie 1985 cu Nuran Yıldız Hanım (născută în 1967),[11] și are un fiu și patru fiice:
  - Nilhan Osmanoğlu Sultan (născută Istanbul, 25 aprilie 1987[11]), căsătorită la Istanbul la 22 septembrie 2012 cu Damat Mehmet Behlül Vatansever, și are o fiică și un fiu:
    - Hanzade Hanımsultan Vatansever (născută la 2 iulie 2013)[12]
    - Sultanzade Mehmet Vahdettin Vatansever (născut 14 octombrie 2014)[13]

  - Șehzade Yavuz Selim Osmanoğlu (născut în Istanbul, 22 februarie 1989[11]), căsătorit pe 4 iulie 2021 cu Damla Ișık;[14] și are un fiu:
    - Șehzade Mehmed Selimhan Osmanoğlu (născut la 17 iulie 2024)

  - Nilüfer Osmanoğlu Sultan (născută în Istanbul, 5 mai 1995[11]), căsătorită la 12 iunie 2021 cu Melih Baștuğ;[15]
  - Berna Osmanoğlu Sultan (născută în Istanbul, 1 octombrie 1998[11])
  - Asyahan Osmanoğlu Sultan (născută în Istanbul, ... ... 2004)
- Nurhan Osmanoğlu Sultan (născută Damasc, 20 noiembrie 1973[11]), căsătorită prima dată în Istanbul la 15 aprilie 1994[11] și ulterior divorțată de Damat Samir Hashem Bey (născut la 24 ianuarie 1959[11]), fără urmași, și s-a căsătorit a doua oară cu Damat Muhammed Ammar Sagherji Bey (născut în 1972), și are un fiu și o fiică:
  - Sultanzade Muhammed Halil Sagherji Bey (născut în 2002)
  - Sarah Sagherci Hanımsultan (născută în 2004)
- Șehzade Abdulhamid Kayıhan Osmanoğlu Efendi (născut la 4 august 1979[11]), căsătorit cu Walaa Osmanoğlu,[16] și are doi fii:
  - Șehzade Harun Osmanoğlu Efendi (născut la 1 decembrie 2007)[16]
  - Șehzade Abdülaziz Osmanoğlu Efendi (născut la 12 august 2016)[17]

## Resurgența interesului pentru familia otomană

Membri ai familiei, inclusiv Șehzade Ömer Faruk și Sabiha Sultan

De la începutul secolului XXI, a existat un interes crescut pentru membrii în viață ai familiei otomane, atât în Turcia, cât și în străinătate.
În 2006, membrii familiei s-au întâlnit la Palatul Dolmabahçe pentru prezentarea documentarului Osmanoğlu'nun Sürgünü (Exilul otomanilor) produs de TRT (Corporația turcă de radio și televiziune). Acest documentar urmărește poveștile membrilor familiei otomane care au plecat în exil în 1924, în urma instaurării Republicii Turce și a abolirii Califatului Otoman. Acesta urmărește apoi poveștile descendenților lor, care trăiesc acum în Turcia, Europa, India și America de Nord, precum și în întregul Orient Mijlociu. Acoperirea extensivă a acestui eveniment și succesul seriei de documentare au ridicat dramatic profilul familiei imperiale.
Potrivit The New York Times, istoricii au afirmat că spectacolul de reverență la funeraliile prințului imperial Ertuğrul Osman din septembrie 2009 a fost un „moment seminal în reabilitarea Imperiului Otoman”.
Popularitatea serialului istoric de televiziune Payitaht Abdulhami despre Imperiul Otoman a crescut semnificativ în ultimii ani în Turcia, iar guvernul turc condus de Erdoğan a încurajat o nostalgie pentru măreția fostului imperiu, care este uneori denumită 'Neo-Otomanism'.
Un interviu cu Prințul Imperial Mahmud realizat de Agenția de Știri Anatoliană a fost publicat în mai multe publicații din Turcia și Marea Britanie.

## Cetățenia turcă
Fără excepție, toți membrii de rang înalt ai familiei imperiale otomane au fost exilați în 1924. Cei mai mulți nu își părăsiseră niciodată patria și toți au fost nevoiți să își facă o nouă viață în străinătate. Familia a plecat din gara Sirkeci și avea să se disperseze în Europa, Statele Unite, Orientul Mijlociu și Asia. În exil, familia a trăit în sărăcie. Pe măsură ce fostul sultan otoman Mehmed VI Vahideddin se stabilise în Sanremo, mulți membri ai familiei s-au adunat în sudul Franței. După ce a locuit pentru scurt timp în Elveția, ultimul calif al islamului, prințul imperial (Șehzade) Abdulmecid al II-lea, s-a mutat și el pe Coasta de Azur, stabilindu-se în Nisa. Republica Turcă eliberase membrilor familiei otomane exilate documente de călătorie, dar acestea erau valabile doar pentru un an. Prin urmare, până în 1925, membrii familiei nu au mai putut călători. Prințul (Șehzade) Ali Vasib Efendi a apelat la guvernul francez și a reușit să obțină pașapoarte de curtoazie pentru ei. Guvernul francez a eliberat pașapoarte și copiilor membrilor familiei care s-au născut în exil. În anii care au urmat ridicării exilului în 1973, mulți membri ai familiei otomane au obținut cetățenia turcă și dețin pașapoarte turcești.

## Prinții Imperiali (Șehzade) ai Casei lui Osman
Modul formal de adresare a descendenților de sex masculin ai sultanilor otomani este Devletlu Necabetlu Șehzade Sultan (prenume) Hazretleri Efendi, adică Sultan Prinț Imperial (prenume). Conform genealogiilor Casei Osman, dacă sultanatul nu ar fi fost abolit, ar fi existat douăzeci și șapte de prinți imperiali în linia de succesiune după Dundar Ali Osman (2017-2021), ultimul cap al familiei. Legea succesiunii utilizată este senioritatea agnatică, succesiunea trecând la cel mai vârstnic dinast bărbat.
1. Șehzade Harun Osman Efendi (n. 1932) (descendent al lui Abdul Hamid II)[26][27][28][29][30][31]
2. Șehzade Osman Selaheddin Osmanoğlu Efendi (n. 1940) (descendent al lui Murad V prin Ahmed IV și Ali I, și al lui Mehmed V prin Ömer Hilmi)[26][27][28][29][30][31]
3. Șehzade Ömer Abdülmecid Osmanoğlu Efendi (n. 1941) (descendent al lui Mehmed V prin Ömer Hilmi și Mahmud Namık)[26][27][28][31]
4. Șehzade Mehmed Ziyaeddin Efendi (n. 1947) (descendent al lui Mehmed V)[26][27][28][30][31]

1. Șehzade Roland Selim Kadir Efendi (n. 1949) (descendent al lui Abdul Hamid II)[26][27][28][29][31]
2. Șehzade Selim Djem Efendi (n. 1955) (descendent al lui Abdülmecid I)[26][27][28][29][31]
3. Șehzade Orhan İbrahim Suleiman Saadeddin Efendi (n. 1959) (descendent al lui Abdulaziz)[26][27][28][29][31]
4. Șehzade Mustafa Kemal Stockley Efendi (n. 1961) (descendent al lui Abdul Hamid II)[26]<Gündüz>[27][28][29][31]
5. Șehzade Orhan Osmanoğlu Efendi (n. 1963) (descendent al lui Abdul Hamid II)[26][27][28][29][31]
6. Șehzade Eric Mehmed Ziyaeddin Nazim Efendi (n. 1966) (descendent al lui Mehmed V)[26][27][28][31]
7. Șehzade Orhan Murad Osmanoğlu Efendi (n. 1972) (descendent al lui Murad V prin Ahmed IV și Ali I, și al lui Mehmed V prin Ömer Hilmi)[26][27][28][29][30][31]
8. Șehzade Francis Mahmud Namık Osmanoğlu Efendi (n. 1975) (descendent al lui Mehmed V prin Ömer Hilmi și Mahmud Namık)[26][27][28][31]
9. Șehzade René Osman Abdul Kadir Efendi (n. 1975) (descendent al lui Abdul Hamid II)[26][27][28][29][31]
10. Șehzade Daniel Adrian Abdulhamid Kadir Efendi (n. 1977) (descendent al lui Abdul Hamid II)[26][27][28][29][31]
11. Șehzade Abdulhamid Kayıhan Osmanoğlu Efendi (n. 1979) (descendent al lui Abdul Hamid II)[26][27][28][29][31]
12. Șehzade Selim Süleyman Osmanoğlu Efendi (n. 1979) (descendent al lui Murad V prin Ahmed IV , și al lui Mehmed V prin Ömer Hilmi)[26][27][28][29][31]
13. Șehzade Nazım Osmanoğlu Efendi (n. 1985) (descendent al lui Mehmed V)[26][27][28][31]
14. Șehzade Yavuz Selim Osmanoğlu Efendi (n. 1989) (descendent al lui Abdul Hamid II)[26][27][28][29][31]
15. Șehzade Turan Cem Osmanoglu Efendi (n. 2004) (descendent al lui Murad V prin Ahmed IV )[26][27][28][31]
16. Șehzade Tamer Nihad Osmanoğlu Efendi (n. 2006) (descendent al lui Murad V prin Ahmed IV )[26][27][28][31]
17. Șehzade Ziyaeddin Reșad Osmanoğlu Efendi (n. 2012) (descendent al lui Mehmed al V-lea prin Ömer Hilmi și Mahmud Namık)[26][27][28][31]
18. Șehzade Cem Ömer Osmanoğlu Efendi (n. 2015) (descendent al lui Mehmed V prin Ömer Hilmi și Mahmud Namık)[26][27][31]
19. Șehzade Abdülaziz Osmanoğlu Efendi (n. 2016) (nepot al lui Harun Osman și descendent al lui Abdul Hamid II)[26][27][32][33][34]

## Prințese imperiale (Sultane) ale Casei lui Osman
Modul formal de adresare a descendenților de sex feminin ai sultanilor otomani este Devletlû İsmetlu (prenume) Sultân Aliyyetü'ș-Șân Hazretleri, adică Sultana (prenume). Conform genealogiilor Casei lui Osman, dacă sultanatul nu ar fi fost abolit, ar fi existat cincisprezece Sultane:
1. Margot Miriam Leyla Osmanoğlu Sultan (n. 1947, Paris) (descendentă a lui Abdul Hamid II)[26][27][28][29][30][31]
2. Nilüfer Osmanoğlu Sultan (n. 1953, Egipt) (descendent al lui Abdülmecid I)[26][27][28][29][30][31]
3. Perihan Osmanoğlu Sultan (n. 1963, Bulgaria) (descendent al lui Abdülaziz)[26][27][28][29][30][31]
4. Ayșe Louise Osmanoğlu Sultan (n. 1964, Turcia) (descendent al lui Mehmed V)[26][27][28][29][30][31]
5. Gülhan Osmanoğlu Sultan (n. 1968, Paris) (descendent al lui Abdülaziz)[26][27][28][29][30][31]
6. Ayșe Gülnev Osmanoğlu Sultan (n. 1969, Paris) (descendent al lui Murad V)
7. Nurhan Evanthia Osmanoğlu Sultan (n. 1970, Grecia) (descendent al lui Abdul Hamid II)[26][27][28][29][31]
8. Nilhan Osmanoğlu Sultan (n. 1987, Turcia) (descendent al lui Abdul Hamid II)[26][27][28][29][31]
9. Zoe Osmanoğlu Sultan (n. 1988, Egipt) (descendentă a lui Mehmed V)[26][27][28][29][30][31]
10. Emma Osmanoğlu Sultan (n. 1992, Damasc) (descendentă a lui Abdul Hamid II)[26][27][28][29][31]
11. Suzan Osmanoğlu Sultan (n. 1997, Olanda) (descendent al lui Abdul Hamid II)[26][27][28][29][30][31]
12. Ridwan Osmanoglu Sultan (n. 1998) (descendent al lui Abdul Hamid II)[26][27][28][29][30]
13. Berna Osmanoğlu Sultan (n. 1999) (descendentă a lui Abdul Hamid II)[26][27][28][29][31]
14. Asyahan Osmanoğlu Sultan (n. 2004) (descendent al lui Abdul Hamid II)[26][27][28][29][31]
15. Esma Emira Osmanoğlu Sultan (n. 2015) (descendentă a lui Murad V prin Ahmed IV și Ali I, și a lui Mehmed V prin Ömer Hilmi)[26][27][28][31]